# Gilbert (eenheid)
De gilbert is een oude eenheid voor de magnetomotorische kracht. Het eenheidssymbool is Gb.
{\displaystyle 1\,\mathrm {Gb} =1\,\mathrm {cm} ^{\frac {1}{2}}\,\mathrm {g} ^{\frac {1}{2}}\,\mathrm {s} ^{-1}=1\,\mathrm {Oe} \,\mathrm {cm} {\text{ ≘ }}{\frac {10}{4\,\pi }}\,\mathrm {A} \approx 0{,}795.774.7\,\mathrm {Aw} }
waar Aw staat voor ampère-winding, en ≘ het correspondentie-symbool is (dezelfde eenheden worden soms voor verschillende eigenschappen gebruikt op een manier die niet overeenkomt tussen SI- en cgs-stelsels).
De eenheid is genoemd naar de Engelse natuurkundige William Gilbert. De gilbert is geen SI-eenheid. Officieel gebruik is niet toegestaan.